# Přehrada Dry Falls
Přehrada Dry Falls je 37 metrů vysoká a téměř 3 kilometry dlouhá přehrada v americkém státě Washington, přesněji nedaleko města Coulee City v okrese Grant. Byla postavena v roce 1949 jako část projektu Columbia Basin Project Ministerstva rekultivace Spojených států amerických. Voda z řeky Columbie, kterou přehrazuje přehrada Grand Coulee, putuje krátkým kanálem do starodávného, dříve suchého říčního koryta Grand Coulee, na němž se nachází přehrada Dry Falls. Voda z řeky Columbie tedy vyplňuje Grand Coulee vodou, takže v korytě vzniklo Banksovo jezero. Z přehrady Dry Falls putuje voda do zavlažovacího projektu, jehož hlavní kanál ji zavádí do jezera Billyho Clappera.